# Sebagena metaphaea
Sebagena metaphaea är en fjärilsart som beskrevs av George Francis Hampson 1918. Sebagena metaphaea ingår i släktet Sebagena och familjen trågspinnare. Inga underarter finns listade.